# Bindeegnene
Bindeegnene (danska, av binde, sticka, och plural bestämd form av egn, trakt) är en äldre beteckning för de trakter av Jylland, där stickning av yllevaror utgjorde en väsentlig intäktskälla.
Vid mitten av 1800-talet räknades 90 socknar (i amten Viborg, Ringkøbing, Vejle och Skanderborg) till bindeegnene. I dessa socknar var minst 2/3 av befolkningen sysselsatta med att sticka.
"I några socknar", berättar Steen Steensen Blicher, "går stickandet så långt, att de flesta, i synnerhet av kvinnokönet, inte ens på sina vandringar lägger stickningen åt sidan. Ja, det finns också många, som om helgdagarna stickar, ända tills de når kyrkdörren, och, när de träder ut ur kyrkan, åter tar itu med arbetet."
I slutet av 1800-talet minskade stickandet till i huvudsak Hammerums härad och den västliga delen av Lysgårds och Middelsoms härad, och försvann helt under första hälften av 1900-talet. Hantverket ersattes av den framväxande textilindustrin.
Befolkningen i Lysgårds, Hammerums, Bøllings och Ulfborgs härad fick, genom en förordning av den 14 februari 1741, rätten att sälja hemslöjdade yllevaror till uppköpare i hela riket. 